# اللهجة الحورانية
اللَهْجَةُ الحُورَانْيَّةْ هي إحدى لهجات اللغة العربية المُتحدَّث بها في منطقة حوران، أي جنوب سوريا وهناك ايضا نسبه صغيره في وسطها وشمال الأردن، تحديداً في درعا، القنيطرة، السويداء، إربد، جرش، وعجلون. تختلف إختلافاً ملحوظاً عن بقية اللهجات السورية من حيث نطق بعض الحروف والمصطلحات المُستخدمة، ويعود ذلك لتأثرها باللهجة الأردنية واللهجة الفلسطينية.

## الأصوات

### تغيُّرات الصوامت (أصوات الصحة)
- القاف /q/ تصبح طبقي وقفي مجهور /g/ أو "چ". مثال: "قلم" /qɔlɔm/ تصبح "چلم" /gɔlɔm/
- الكاف /k/ تصبح لثوي غازي مزجي مهموس /t͡ʃ/ أو "ch". مثال: "مالِك؟" /mɔlɜk/ تصبح /mɔlɜt͡ʃ/
- الهمزة على نبرة /ʔ/ تصبح ياء «ي» /j/. مثال: "جائز" /dʒɔʔɜz/ تصبح "جايز" /dʒɔɜz/

| الصوت الأصلي          | الصوت باللهجة الحورانية   | الصوت باللهجة الشامية | مثال                                | الحالات                                                    |
| --------------------- | ------------------------- | --------------------- | ----------------------------------- | ---------------------------------------------------------- |
| قاف «ق» /q/           | طبقي وقفي مجهور /g/       | همزة «ء» /ʔ/          | "قلم" /qɔlɔm/ تصبح "چلم" /gɔlɔm/    | جميع الحالات تقريباً                                        |
| كاف «ك» /k/           | لثوي غازي مزجي مهموس /t͡ʃ/ | كاف «ك» /k/           | "مالِك؟" /mɔlɜk/ تصبح /mɔlɜt͡ʃ/       | عندما تكون الكاف في نهاية الكلمة ومستخدمة للتأنيث          |
| همزة على نبرة «ئ» /ʔ/ | ياء «ي» /j/               | ياء «ي» /j/           | "جائز" /dʒɔʔɜz/ تصبح "جايز" /dʒɔɜz/ | في معظم الحالات عندما تكون الهمزة على نبرة في منتصف الكلمة |

### تغيُّرات الصوائت (أصوات العلة)
لا يوجد قواعد محددة للتَغيُّرات التي تطرأ على الصوائت في اللهجة الحورانية.